# Sandracottus rotundus
Sandracottus rotundus är en skalbaggsart som beskrevs av Sharp 1882. Sandracottus rotundus ingår i släktet Sandracottus och familjen dykare. Inga underarter finns listade i Catalogue of Life.